# Cordilita-(La)
La cordilita-(La) és un mineral de la classe dels carbonats que pertany al grup de la cordilita. Rep el nom com a anàleg de lantani de la cordilita-(Ce).

## Característiques
La cordilita-(La) és un carbonat de fórmula química (Na,Ca)Ba(La,Ce,Sr)₂(CO₃)₄F. Va ser aprovada com a espècie vàlida per l'Associació Mineralògica Internacional l'any 2010. Cristal·litza en el sistema hexagonal. La seva duresa a l'escala de Mohs és 4.
Segons la classificació de Nickel-Strunz, la cordilita-(La) pertany a «05.BD: Carbonats amb anions addicionals, sense H₂O, amb elements de terres rares (REE)» juntament amb els següents minerals: cordilita-(Ce), lukechangita-(Ce), zhonghuacerita-(Ce), kukharenkoïta-(Ce), kukharenkoïta-(La), cebaïta-(Ce), cebaïta-(Nd), arisita-(Ce), arisita-(La), bastnäsita-(Ce), bastnäsita-(La), bastnäsita-(Y), hidroxilbastnäsita-(Ce), hidroxilbastnäsita-(Nd), hidroxilbastnäsita-(La), parisita-(Ce), parisita-(Nd), röntgenita-(Ce), sinquisita-(Ce), sinquisita-(Nd), sinquisita-(Y), thorbastnäsita, bastnäsita-(Nd), horvathita-(Y), qaqarssukita-(Ce) i huanghoïta-(Ce).

## Formació i jaciments
Va ser descoberta al jaciment de ferro i terres rares de Biraya, a l'altiplà de Vitim (óblast d'Irkutsk, Rússia). També ha estat descrita a Cerro Boggiani, al departament de l'Alt Paraguai (Paraguai). Aquests dos indrets són els únics de tot el planeta on ha estat descrita aquesta espècie mineral.